# Hippothoontides
Les Hippothoontides  (en grec ancien Ηιδπποθοοντίς) sont la huitième des tribus attiques créées par les réformes de Clisthène.

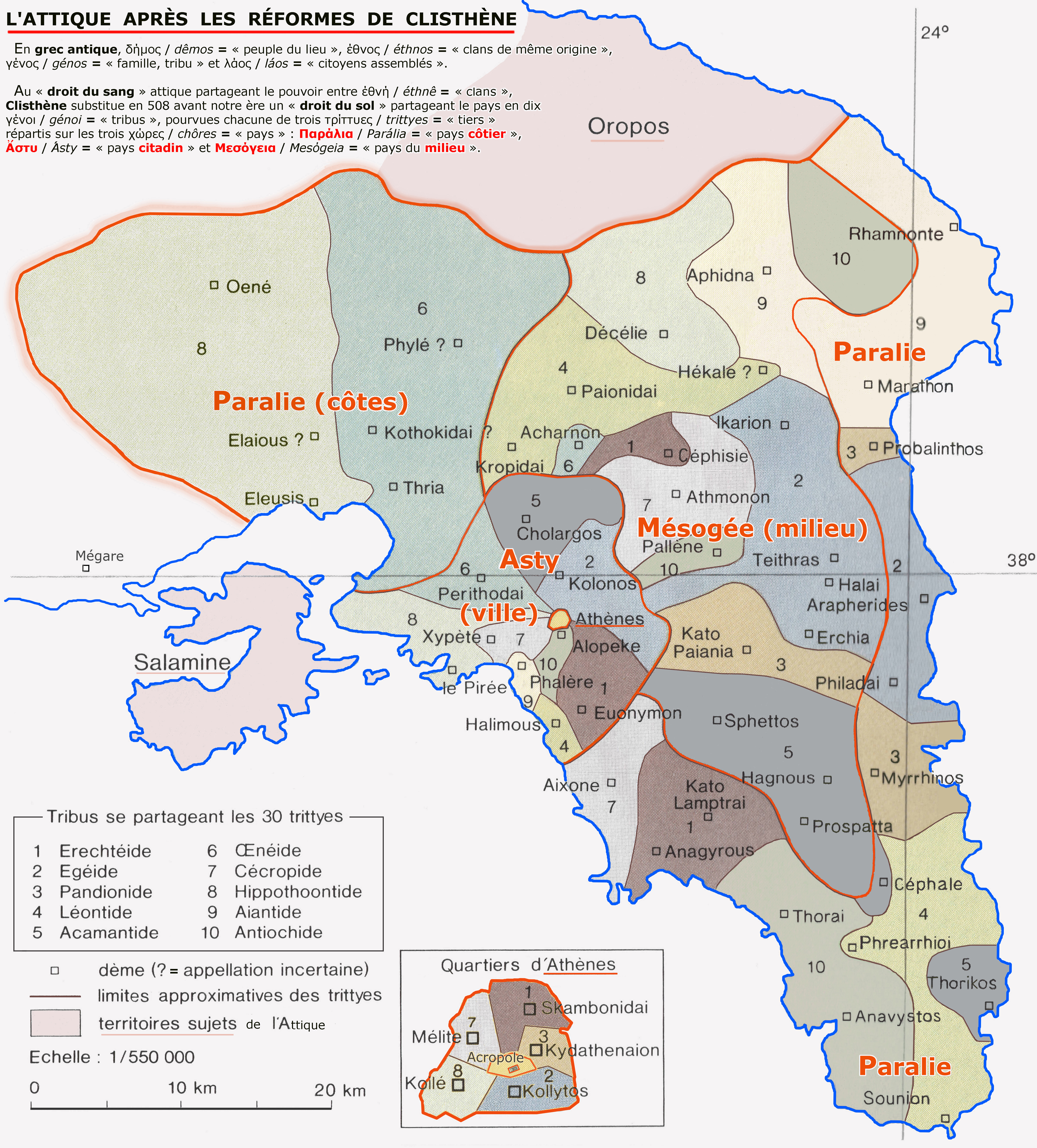
Organisation de l'Attique avec les dix "tribus", les trois "pays", les trente "trittyes" et les dèmes : les Hippothoontides ont les "trittyes" vert pâle numérotées 8.

Leur nom provient du héros Hippothoon, fils de Neptune.